# Maitte Torres
Maitte Torres Cordova (* 4. September 1993) ist eine peruanische Leichtathletin, die sich auf den Sprint spezialisiert und auch im Mittelstreckenlauf an den Start geht.

## Sportliche Laufbahn
Erste Erfahrungen bei internationalen Meisterschaften sammelte Maitte Torres im Jahr 2010, als sie bei den Jugendsüdamerikameisterschaften in Santiago de Chile mit 26,21 s in der ersten Runde im 200-Meter-Lauf ausschied und über 400 m im Vorlauf disqualifiziert wurde. 2012 belegte sie dann bei den U23-Südamerikameisterschaften in São Paulo in 56,46 s den achten Platz im 400-Meter-Lauf und gelangte mit der peruanischen 4-mal-400-Meter-Staffel bis ins Finale, konnte dort das Rennen aber nicht beenden. Im Jahr darauf wurde sie bei den Südamerikameisterschaften in Cartagena in 56,25 s Sechste über 400 m und schied über 400 m Hürden in der Vorrunde aus. Anschließend belegte sie bei den Juegos Bolivarianos im heimischen Trujillo in 56,00 s den sechsten Platz über 400 m und gelangte nach 61,69 s auf Rang sieben im 400-Meter-Hürdenlauf. Zudem wurde sie in 3:49,76 min Fünfte in der 4-mal-400-Meter-Staffel. 2014 nahm sie erstmals an den Südamerikaspielen in Santiago teil und klassierte sich dort mit 55,33 s auf dem sechsten Platz über 400 m und erreichte über die Hürden nach 61,51 s ebenfalls Rang sechs. Anfang August gelangte sie bei den Ibero-Amerikanischen Meisterschaften in São Paulo mit 56,25 s auf Rang sechs über 400 m und wurde in der ersten Runde über 200 m disqualifiziert. Daraufhin wurde sie bei den U23-Südamerikameisterschaften in Montevideo in 55,54 s bzw. 61,21 s jeweils Vierte über 400 m und über die Hürden.
2015 belegte sie bei den Südamerikameisterschaften in Lima in 55,22 s den fünften Platz über 400 m und erreichte mit 61,47 s Rang sieben über die Hürden. Zudem belegte sie mit der 4-mal-100-Meter-Staffel in 46,71 s den fünften Platz und gelangte mit der 4-mal-400-Meter-Staffel mit 3:44,44 min ebenfalls auf den fünften Rang. Im Jahr darauf schied sie bei den Ibero-Amerikanischen Meisterschaften in Rio de Janeiro mit 55,02 s im Vorlauf über 400 m aus und 2017 gewann sie bei den Südamerikameisterschaften in Luque in 53,99 s die Bronzemedaille hinter der Brasilianerin Geisa Aparecida Coutinho und Jennifer Padilla aus Kolumbien. Zudem belegte sie in 46,43 s den sechsten Platz mit der 4-mal-100-Meter-Staffel. Kurz zuvor stellte sie in Ecuador mit 53,86 s einen peruanischen Landesrekord über 400 m auf. Im November gelangte sie bei den Juegos Bolivarianos in Santa Marta mit 54,25 s auf den vierten Platz über 400 m und wurde auch mit der Staffel in 46,28 s Vierte. Im Jahr darauf nahm sie erneut an den Südamerikaspielen in Cochabamba teil und klassierte sich dort mit 55,53 s auf dem siebten Platz und gewann in 46,43 s gemeinsam mit Paola Mautino, Kimberly Cardoza und Diana Bazalar die Bronzemedaille hinter den Teams aus Venezuela und Bolivien. Anschließend schied sie bei den Ibero-Amerikanischen Meisterschaften in Trujillo mit 56,04 s in der ersten Runde über 400 m aus. 
2019 wurde sie bei den Südamerikameisterschaften in Lima in 55,25 s Achte und erreichte mit der 4-mal-400-Meter-Staffel nach 3:42,74 min Rang fünf. Anschließend scheiterte sie bei den Panamerikanischen Spielen ebendort mit 54,66 s im Vorlauf über 400 m und klassierte sich mit der Staffel in 3:45,54 min auf Rang neun. 2021 verpasste sie dann bei den Südamerikameisterschaften in Guayaquil mit 56,08 s den Finaleinzug über 400 m und auch im 800-Meter-Lauf kam sie mit 2:12,42 min nicht über die Vorrunde hinaus.
In den Jahren von 2011 bis 2013 sowie von 2018 bis 2021 wurde Torres peruanische Meisterin im 400-Meter-Lauf sowie 2020 auch über 800 m.

## Persönliche Bestleistungen
- 200 Meter: 24,60 s (+1,8 m/s), 17. Mai 2015 in Lima
- 400 Meter: 53,86 s, 20. Mai 2017 in Cuenca (peruanischer Rekord)
- 800 Meter: 2:12,42 min, 30. Mai 2021 in Guayaquil
- 400 m Hürden: 60,18 s, 16. Mai 2015 in Lima